# Lapidaster
Lapidaster is een geslacht van uitgestorven slangsterren uit de familie Ophiacanthidae. Vertegenwoordigers van dit geslacht zijn slechts als fossiel bekend.

## Soorten
- Lapidaster caeloscopus Thuy, 2013 †
- Lapidaster coreytaylori Thuy, 2013 †
- Lapidaster etteri Thuy, 2013 †
- Lapidaster fasciatus (Kutscher & Villier, 2003) †
- Lapidaster hystricarboris Thuy, 2013 †
- Lapidaster lukenederi Thuy, 2013 †
- Lapidaster mastodon Thuy, 2013 †
- Lapidaster mathcore Thuy, 2013 †
- Lapidaster varuna Thuy, 2013 †
- Lapidaster wolfii Thuy, 2013 †